# Álvaro García Rivera
Álvaro García Rivera (Utrera, 27 ottobre 1992) è un calciatore spagnolo, centrocampista del Rayo Vallecano.

## Caratteristiche tecniche
È un'ala sinistra dal baricentro basso, di piede ambidestro, dotato di grande velocità
e prolifico nei cross.